# Stakliškės
Stakliškės est un village du district de Prienai, dans l’apskritis de Kaunas en Lituanie.